# 曦子内亲王
曦子内親王（1224年（元仁元年）—1262年10月5日（弘長2年八月廿一）），鎌倉時代皇族。土御門天皇皇女。生母源有雅之女（大宮局）。伊勢斋宮。後嵯峨天皇准母・皇后宮、女院。院号仙華門院（せんかもんいん）。
宽元2年（1244年）内親王宣下。異母兄後嵯峨天皇即位，十二月十六日（1245年1月15日），21歳卜定斋宮。宽元3年八月十三日（1245年9月5日），左近衛府初斋院，同年九月十七日（10月9日）入野宮。同4年正月廿九日（1246年2月16日），後嵯峨天皇让位，群行退下。宝治2年八月初八日（1248年8月27日），後嵯峨天皇冊立曦子内親王为准母、皇后。建長3年三月廿七日（1251年4月19日）院号宣下，称仙華門院。弘長2年八月廿一日（1262年10月5日），39歳去世。